# Pedrya Seymour
Pedrya Seymour (née le 29 mai 1995) est une athlète bahaméenne, spécialiste du 100 mètres haies.

## Biographie
Inconnue du grand public, Pedrya Seymour bat son record personnel en 12 s 64 lors des demi-finales des Jeux olympiques de Rio et se qualifie ainsi pour la finale. Lors de la finale, alors qu'elle est en position pour remporter une médaille, la Bahaméenne fait une grosse faute et ne se classe finalement que 6e en 12 s 76.
Elle déclare cependant qu'elle n'est pas encore prête pour commencer un cycle de 4 ans afin de participer aux Jeux olympiques de Tokyo en 2020.
Le 21 janvier 2017, elle améliore son record personnel du 60 m haies en 7 s 98.

## Palmarès
| Date | Compétition                        | Lieu           | Résultat | Épreuve     | Temps         |
| ---- | ---------------------------------- | -------------- | -------- | ----------- | ------------- |
| 2011 | Championnats panaméricains juniors | Miramar        | 3e       | 4 x 400 m   | 3 min 42 s 61 |
| 2016 | Championnats NACAC espoirs         | San Salvador   | 2e       | 100 m haies | 12 s 83       |
| 2016 | Championnats NACAC espoirs         | San Salvador   | 3e       | 4 x 100 m   | 45 s 17       |
| 2016 | Jeux olympiques                    | Rio de Janeiro | 6e       | 100 m haies | 12 s 76       |
| 2019 | Jeux panaméricains                 | Lima           | 5e       | 100 m haies | 13 s 12       |

## Records
| Épreuve     | Performance         | Lieu           | Date         |
| ----------- | ------------------- | -------------- | ------------ |
| 100 m haies | 12 s 64 (+ 0,2 m/s) | Rio de Janeiro | 17 août 2016 |